# Robert Lewis Koehl
Robert Lewis Koehl (* 4. März 1922; † 6. Juli 2015 in Madison, Wisconsin) war ein amerikanischer Historiker. Er machte sich vor allem mit Arbeiten zur Geschichte des Nationalsozialismus einen Namen. Seine Studie über Heinrich Himmler als Reichskommissar für die Festigung deutschen Volkstums war eine Pionierarbeit zur deutschen Volkstumspolitik im besetzten Polen. Koehl prägte den Begriff „Neofeudalismus“ zur Charakterisierung der nationalsozialistischen Herrschaft und legte 1983 eine Gesamtdarstellung der Geschichte der SS vor.

## Leben
Koehl studierte in Harvard. Während des Zweiten Weltkriegs unterbrach er sein Studium für den Kriegsdienst. Er war für die US Army Intelligence als Befrager und Dolmetscher im deutsch besetzten Europa tätig.
Zurück in Harvard erwarb er 1947 seinen Master of Arts mit einer Arbeit „A Prelude to the Third Reich“. 1950 promovierte er über Heinrich Himmler als Reichskommissar für die Festigung deutschen Volkstums. Er lehrte am MIT, ab 1955 an der University of Nebraska in Lincoln und von 1964 bis zu seiner Emeritierung 1997 im Department of Educational Policy Studies der University of Wisconsin–Madison in Madison.
Von 1943 bis zu ihrer Scheidung 1976 war Koehl mit Lieselotte Franziska Eisenhardt verheiratet, die 1939 noch aus Nazi-Deutschland emigriert war.

## Werk
Koehls Arbeitsgebiet war europäische Geschichte, insbesondere die Geschichte des Nationalsozialismus. Seine 1957 in überarbeiteter Form veröffentlichte Doktorarbeit stützte sich vor allem auf Materialien des achten Nürnberger Nachfolgeprozesses und war lange Zeit eine der wenigen Arbeiten zur nationalsozialistischen Siedlungs- und Bevölkerungspolitik im besetzten Polen.
Orientiert am Feudalismus-Konzept prägte Koehl zur Beschreibung des Nationalsozialismus den Begriff „Neofeudalismus“. Damit wollte er insbesondere die Herrschaftsverhältnisse im deutsch besetzten Osten erfassen, wo die deutsche Herrschaft personalisiert war und örtliche Befehlshaber absolute Machtfülle innehatten. Dies war ein früher Versuch, die irrationalen Aspekte des Nationalsozialismus zu verstehen. Indem Koehl auf die Gemeinsamkeiten zwischen den charismatischen Elementen mittelalterlicher und nationalsozialistischer Herrschaft hinwies, griff er den späteren Versuchen vor, den Nationalsozialismus als charismatische Herrschaft im Sinne Max Webers zu begreifen. Die neuere Forschung folgt indes nicht Koehls Annahme, dass die feudalistischen Machtbeziehungen der atavistischen Ideologie des Nationalsozialismus entsprangen.
Auf Koehl geht ferner der Begriff „Konzentrationslager-SS“ (concentration camp SS) zurück. Er bezeichnete damit eine Gruppe von SS-Mitgliedern in den Konzentrationslagern, die nicht zu Kampfeinsätzen der Waffen-SS abgeordnet wurden. Nach Karin Orth entspricht Koehls Begriff der historischen Realität und bezeichnet eine nationalsozialistische Funktionselite. Für Koehl waren SS-Täter „Sozialingenieure“. 1983 legte er eine Gesamtdarstellung der SS vor.

## Schriften
- The politics of resettlement. Univ. of Utah Press, Salt Lake City 1953.
- The Deutsche Volksliste in Poland, 1939–1945. In: Journal of Central European affairs. 15, Nr. 4 (1956), S. 354–366.
- RKFDV: German resettlement and population policy, 1939-1945;. A history of the Reich Commission for the Strengthening of Germandom. Harvard University Press, Cambridge 1957, ISBN 978-0-674-77326-4.
- Toward an SS Typology: Social Engineers. In: The American Journal of Economics and Sociology 18.2 (1959): S. 113–126.
- Zeitgeschichte and the new German conservatism. In: Journal of Central European affairs. 20, Nr. 2 (1960), S. 131–157.
- Feudal Aspects of National Socialism. In: The American Political Science Review 54.4 (1960): 921–933.
- The Character of the Nazi SS. In: The Journal of Modern History 34.3 (1962): S. 275–283.
- The uses of the university. Past and present in Nigerian educational culture. Part 1. In: Comparative education review. The official organ of the Comparative Education Society.15.2 (1971), S. 116–131; Part 2, In: Comparative Education Review 15.3 (1971), S. 367–377.
- The comparative study of education. Prescription and practice. In: Comparative education review. The official organ of the Comparative Education Society. 21, Nr. 2/3 (1977), S. 177–194.
- The Black Corps. The structure and power struggles of the Nazi SS. Univ. of Wisconsin Press, Madison Wis. u. a. 1983, ISBN 0-299-09190-2.
  - The SS. A History, 1919–45. Tempus, Stroud 2000, ISBN 978-0-7524-1782-0.